# Cannabis au Brésil

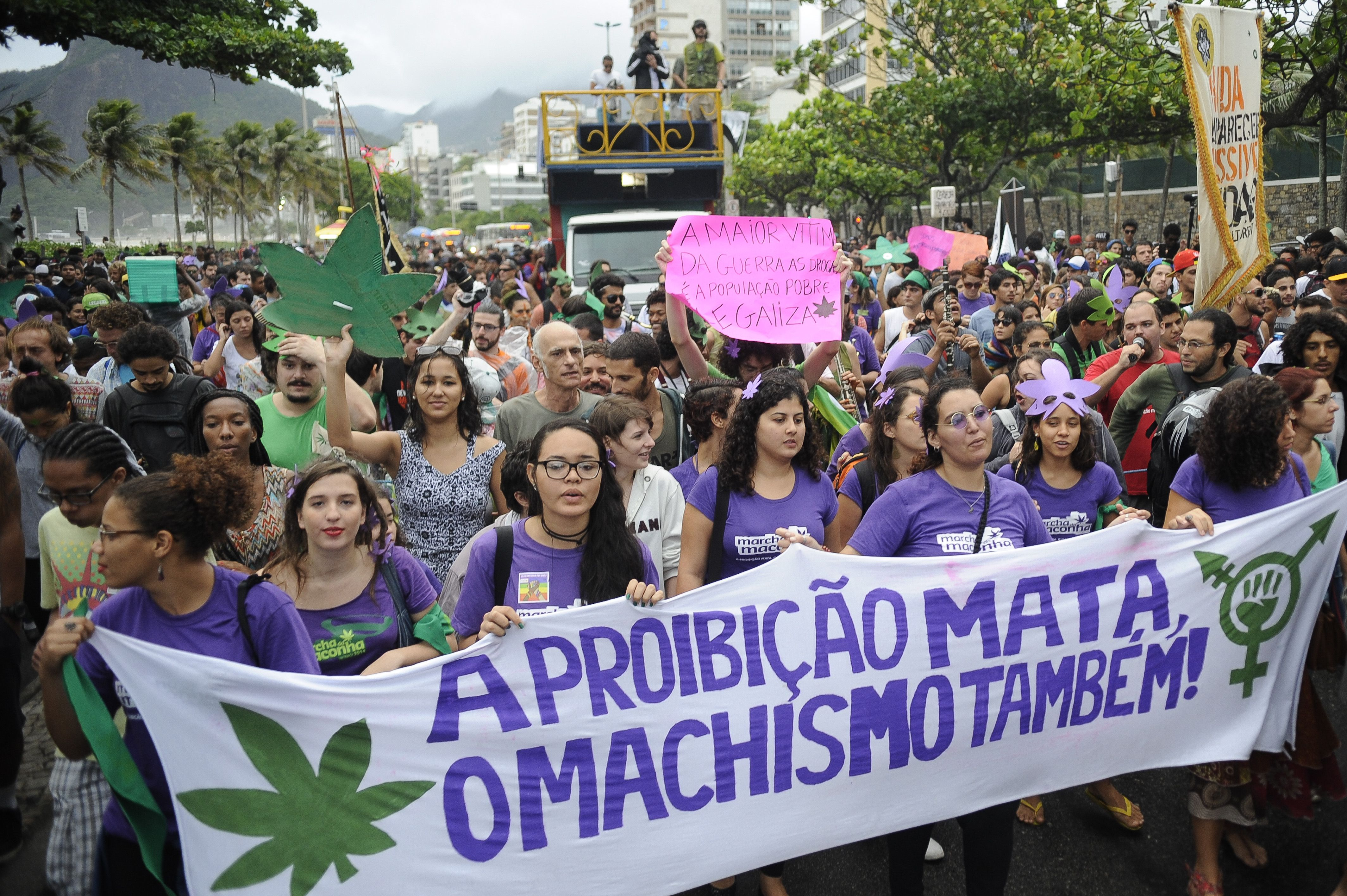
Marcha Maconha, Rio de Janeiro, 2014

La possession de cannabis au Brésil pour consommation personnelle est passible d'emprisonnement de 5 à 15 ans, en plus d'impliquer un avertissement, des travaux d'intérêt général ainsi qu'un stage d'éducation sur les effets de la consommation de drogues.